# 대니얼 캐머런 (미국의 정치인)
대니얼 캐머런(Daniel Cameron, 1985년 11월 22일 ~ )는 미국의 정치인이다.

## 학력
- 루이빌 대학교 이학사
- 루이빌 대학교 법무박사

## 경력
- 2019.12 ~ 2020.01 켄터키 법무장관 권한대행
- 2020.01 ~ 2024.01 제51대 켄터키 법무장관

## 역대 선거 결과
| 선거명      | 직책명          | 대수 | 정당   | 득표율 | 득표수    | 결과 | 당락                   |
| ----------- | --------------- | ---- | ------ | ------ | --------- | ---- | ---------------------- |
| 2019년 선거 | 켄터키 법무장관 | 51대 | 공화당 | 57.75% | 823,346표 | 1위  | 켄터키주 법무장관 당선 |
| 2023년 선거 | 켄터키 주지사   | 63대 | 공화당 | 47.46% | 627,457표 | 2위  | 낙선                   |

## 참고 자료
- 위키미디어 공용에 대니얼 캐머런 관련 미디어 분류가 있습니다.